# Вейцман, Дмитрий Олегович
Дми́трий Вейцман (род. 1941) — советский футболист, вратарь.
В командах мастеров выступал в 1959—1963 годах, играл в составе ленинградских клубов «Спартак» и «Динамо». За «Динамо» сыграл три домашних игры в классе «А» в июне 1962 года. Дебютировал 6 числа в матче с «Беларусью» (0:0). 12 июня пропустил два гола от «Пахтакора» (0:2), 29 числа в матче с «Торпедо» Кутаиси (1:1) при счёте 0:1 заменил Зураба Шехтеля после перерыва.